# جبل سعير

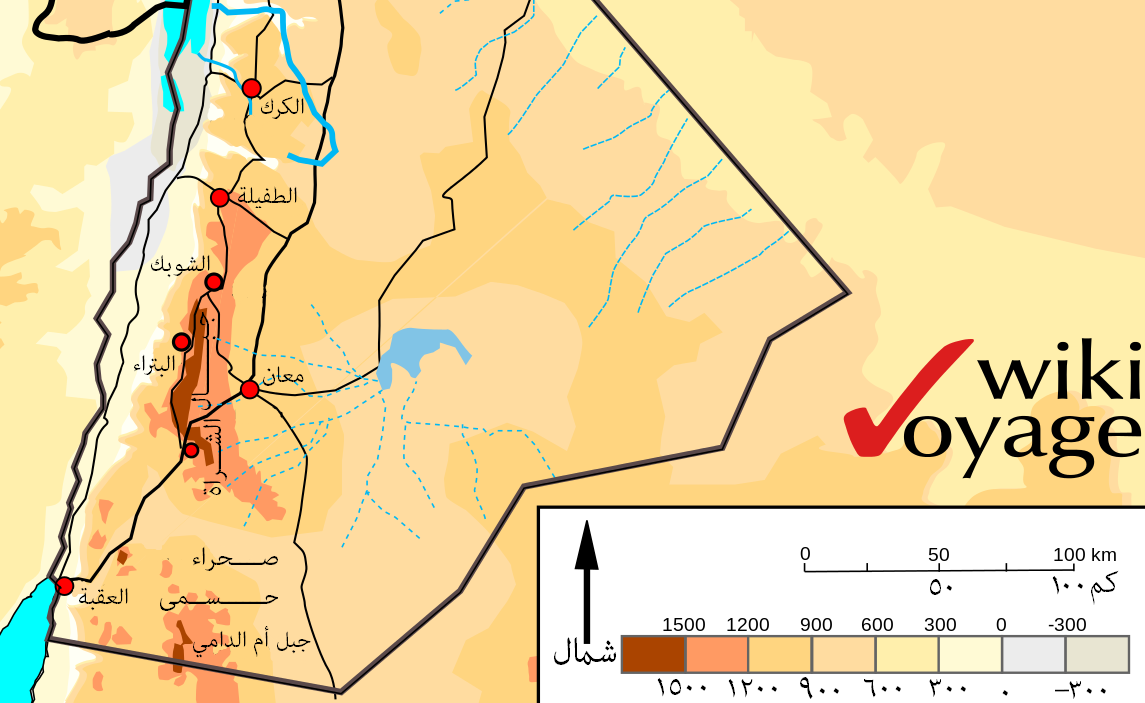
جبال الشراة موضحة باللون الأحمر في جنوب غرب الأردن (الشوبك / جبل سعير)

جبل سعير هو الاسم القديم والتوراتي لمنطقة جبلية تمتد بين البحر الميت وخليج العقبة في المنطقة الشمالية الغربية من أدوم وجنوب شرق مملكة يهوذا. من المحتمل أيضًا أن تكون قد حددت الحد التاريخي القديم للإمبراطورية المصرية في كنعان. يُعتقد أنه بالقرب من البتراء، الأردن، مدرج في معبد الملك المصري أمنحتب الثالث في صوليب (حوالي 1380 قبل الميلاد).
يُعتقد أن المكافئ الحديث هو جبال الشراة، في الأردن.
-سلسلة جبال سعير تقع شرق محافظة الخليل الفلسطينية، حيث تقع بلدة سعير التي تعتبر أقدم بلدة في العالم بعد اريحا ويوجد فيها قبر «عيصو» الذي يطلق عليه اسم ادوم وهو ابن نبي الله إسحق بن إبراهيم عليهما السلام واخ يعقوب عليه السلام.

## الكتاب المقدس العبري

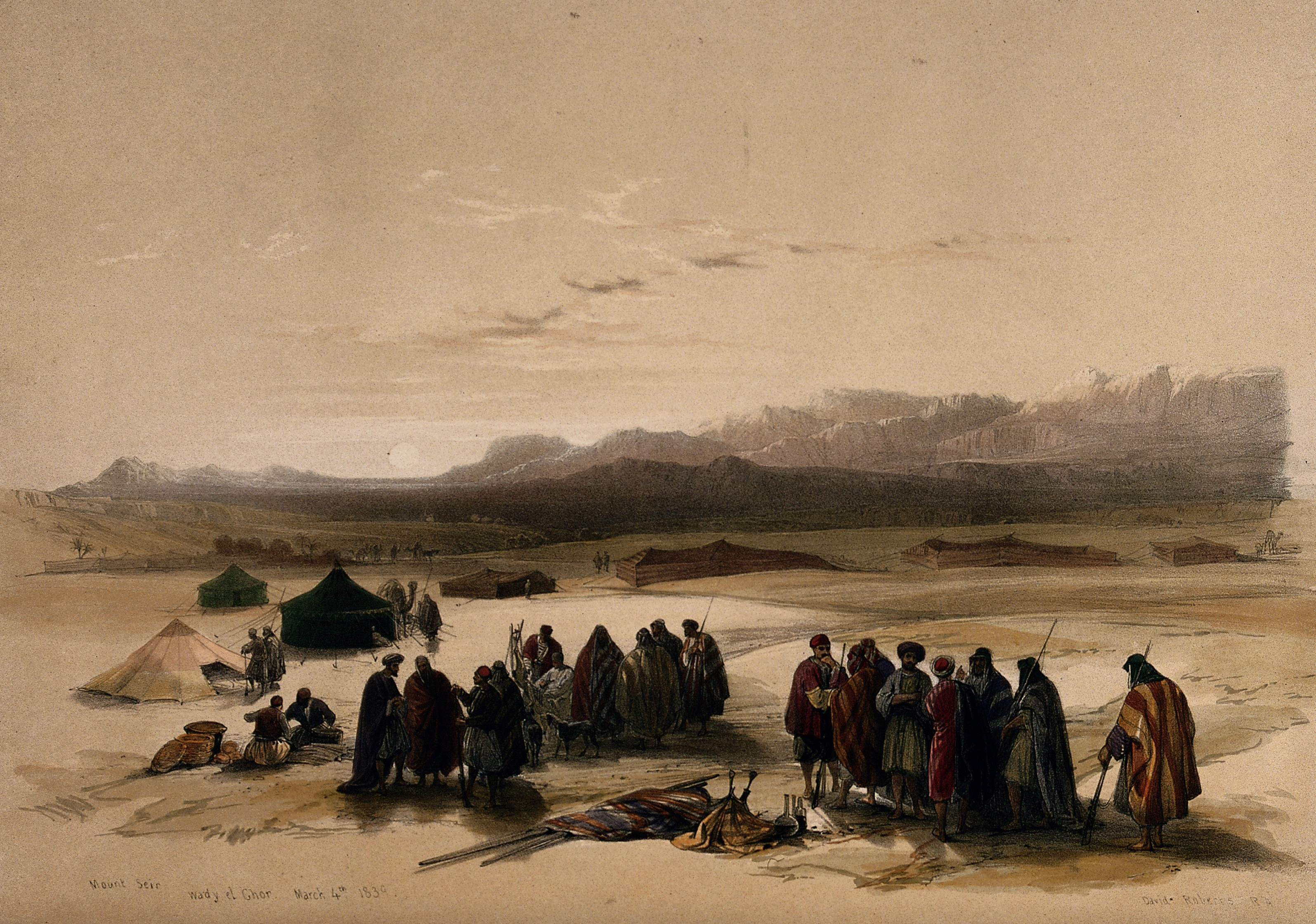
مخيم في الصحراء، مع جبل سعير في المسافة، وادي عربة

يذكر الكتاب المقدس العبري منطقتين جغرافيتين متميزتين تسمى سعير: «أرض سعير» و«جبل سعير» في الجنوب، يحدها وادي عربة من الغرب. وجبل سعير آخر في الشمال، على الحدود الشمالية ليهوذا، مذكور في سفر حزقيال الفصل 35 وسفر يشوع (يشوع 15:10).

### أرض جنوب سعير، جبل سعير
سُمي جبل سعير على اسم سعير الحوري، الذي كان نسله يسكن المنطقة سابقًا (تكوين 14: 6، 36:20). حارب بنو عيسو الأدوميين الحوريين ودمروهم (سفر التثنية، تثنية 2: 4-5، 12، 22). يُشار إلى جبل سعير على وجه التحديد على أنه المكان الذي أقام فيه عيسو منزله (سفر التكوين 32: 3؛ 33:14، 16؛ 36: 8؛ يشوع 24: 4).
في سفر العدد، قال النبي بلعام، الذي تنبأ بانتصارات بني إسرائيل على دول شرق الأردن في نهاية خروجهم من مصر، «تكون أدوم ملكًا، ويكون سعير أيضًا أعداءه مِلكًا».
يُذكر جبل سعير أيضًا على أنه الموقع الذي تم فيه إبادة بقايا «العمالقة الذين هربوا» من قبل خمسمائة شمعوني (أخبار الأيام الأول 4: 42-43). في أخبار الأيام الثاني 20: 22-23، أتى «سكان جبل سعير»، أي الأدوميين، مع بني عمون وموآبيين ضد يهوشافاط من يهوذا، ولكن «الرب نصب لهم كمائن»، مما تسبب في جيوشهم. ليبيدوا بعضهم البعض. يشار إلى جبل سعير أيضًا في أسفار الأنبياء كمصطلح لأدوم، كما في إشعياء 21:11 وحزقيال 25: 8 و 35:10.

### شمال جبل سعير
يوجد أيضًا جبل آخر في سعير بالقرب من الخليل، حسب يشوع 15:10، تم تخصيصه لسبط يهوذا، بالقرب من بلدة سعير الحديثة في الضفة الغربية من الأراضي الفلسطينية.